# Luiz Roberto Gomes de Arruda
Dom Luiz Roberto Gomes de Arruda, TOR (Cáceres, 21 de junho de 1914 - Aldeia de Sagarana, 6 de dezembro de 2003) foi um bispo católico brasileiro, segundo bispo de Guajará-Mirim, Rondônia.
Ordenado padre em 29 de junho de 1945, foi nomeado em 24 de abril de 1964 como prelado-coadjutor de Guajará-Mirim. Sucedeu a Dom Francisco Xavier Elias Pedro Paulo Rey, T.O.R. em 12 de março de 1966. Foi nomeado em 23 de março de 1966 como Bispo-titular de Feradi Minus e recebeu a ordenação episcopal em 15 de agosto de 1966, através do Arcebispo Sebastiano Baggio. Os co-consagradores foram o Arcebispo Paulo de Tarso Campos, de Campinas, e Bispo Tomás Vaquero, de São João da Boa Vista.
Dom Luiz Roberto Gomes de Arruda renunciou à sé titular em 26 de maio de 1978, e em 3 de novembro do mesmo ano renunciou ao governo da Prelazia de Guajará-Mirim. Foi co-consagrador de D. Geraldo João Paulo Roger Verdier (1980).